# Gubernaculum (rondworm)
Bij aaltjes is het gubernaculum een verharde of gesclerotiseerde structuur in de huid van het aaltje die zorgt voor het geleiden van het spiculum tijdens de copulatie. Bijvoorbeeld bij Caenorhabditis elegans zorgen de spicula voor het uitzetten en verwijden van de vulva van het vrouwtje. Het gubernaculum is een gegroefde plaat waarin de spicula bewegen. Het gubernaculum wordt bestuurd door twee erectie-gevende en twee samentrekkende spieren.
De vorm en grootte van het gubernaculum zijn vaak belangrijke eigenschappen voor de taxonomie van de aaltjes.

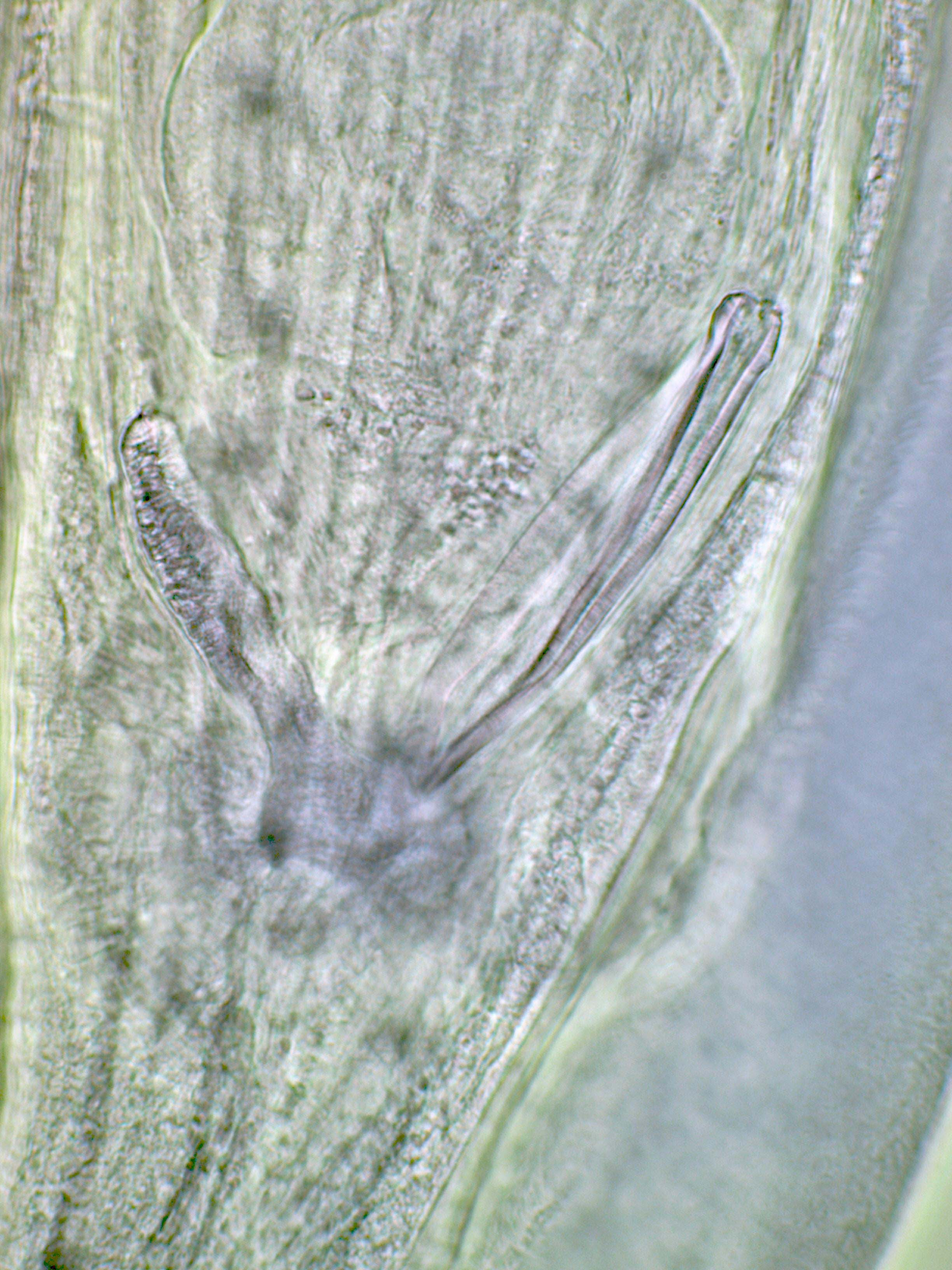
Staarteind van het mannelijke aaltje  Gongylonema pulchrum met rechts het spiculum en links het gubernaculum.
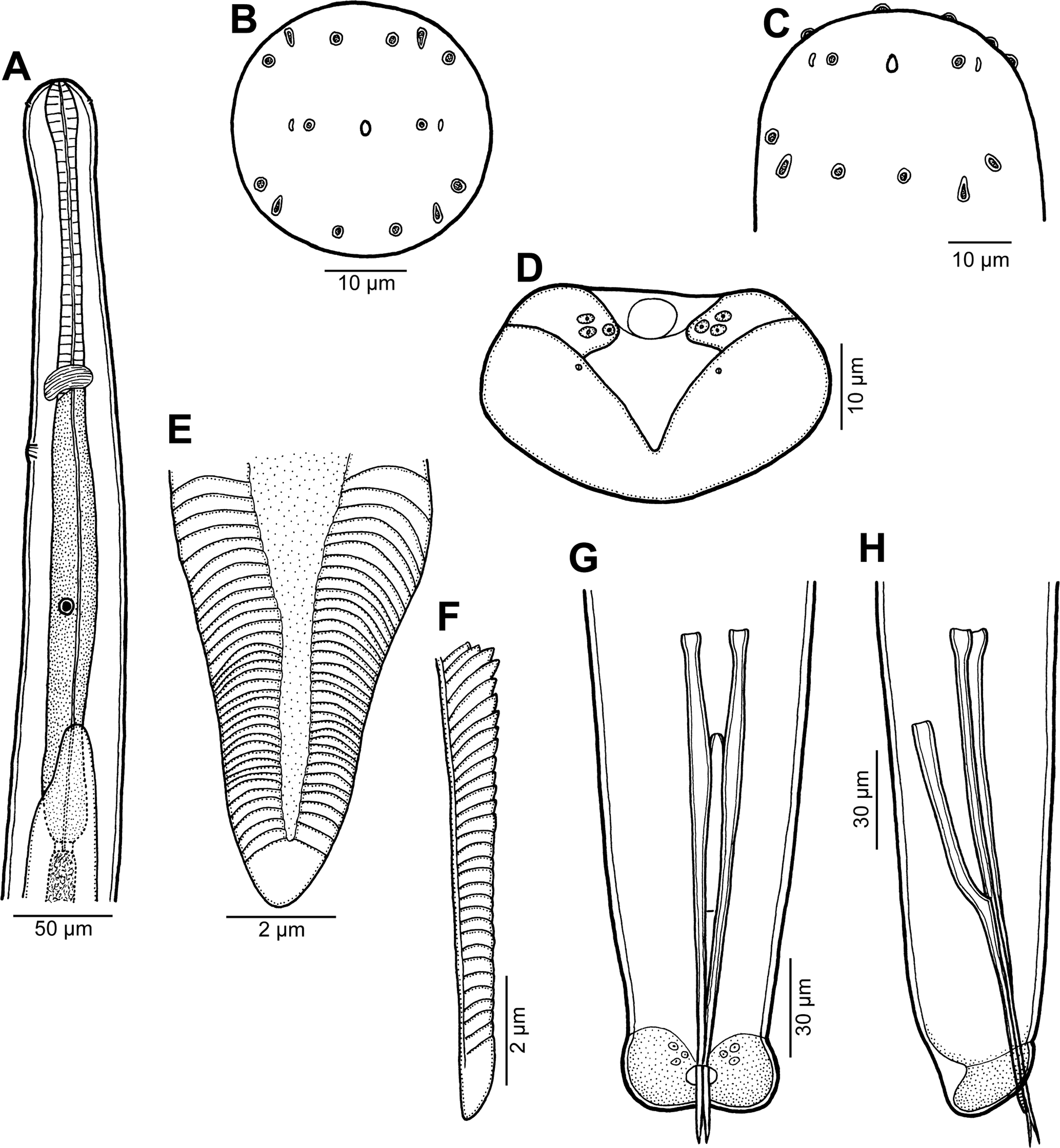
Tekeningen van een mannelijk philometride-aaltje - E en F zijn het gubernaculum.